# Nota de Stalin
A Nota de Stalin (português brasileiro) ou Estaline (português europeu), também conhecida como Nota de Março, foi um documento entregue aos representantes das potências aliadas ocidentais (Reino Unido, França e Estados Unidos) durante a ocupação soviética na Alemanha em 10 de março de 1952. O líder soviético Joseph Stalin apresentou uma proposta de reunificação e neutralização da Alemanha, sem condições de política econômica e com garantias para "os direitos do homem e as liberdades básicas, incluindo liberdade de expressão, imprensa, religião, convicção política e reunião" e a livre atividade dos partidos e organizações democráticas.  
Este documento tem sido uma fonte de controvérsia desde então, colocando aqueles que o veem como uma manobra insincera contra aqueles que argumentam que foi uma oportunidade perdida para a unificação alemã. Documentos desclassificados dos antigos arquivos soviéticos, publicados pela primeira vez em tradução alemã em 2007 no livro Stalins großer Bluff, permitem que os estudiosos reconstruam de forma detalhada a preparação da nota e examinem se Stalin estava realmente pronto para sacrificar a RDA e reunificar Alemanha.
O chanceler Konrad Adenauer e os aliados ocidentais da época pintaram a jogada de Stalin como uma ação agressiva que tentava impedir a reintegração da Alemanha Ocidental. No entanto, depois houve debates sobre se a chance de reunificação foi perdida. Seis anos após a troca, dois ministros alemães, Thomas Dehler e Gustav Heinemann, culparam Adenauer por não ter explorado a chance de reunificação.

## Fundo político

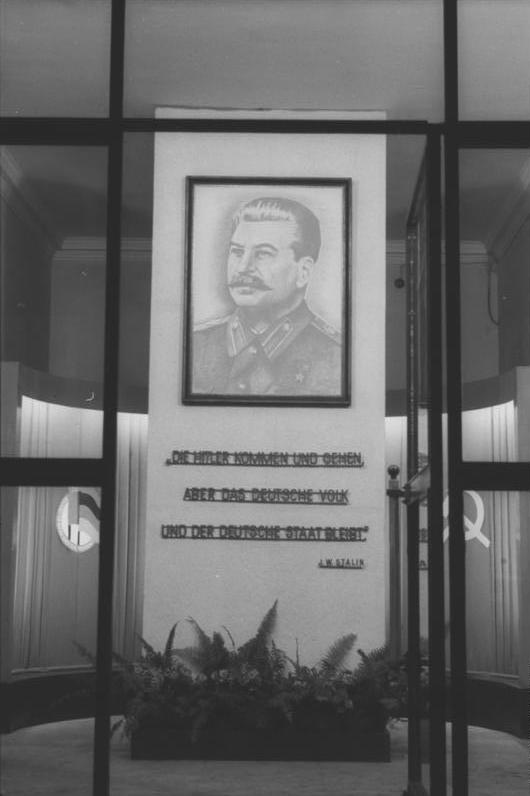
"Hitlers vêm e vão, o povo alemão e o estado alemão permanecem." Uma citação de Stalin sobre o desenvolvimento pós-nazista da Alemanha, retratada em uma estela em Berlim.

Após o fim da Segunda Guerra Mundial, a Alemanha foi dividida no que se tornou uma Zona Ocidental e uma Zona Oriental. Em 1949, a Alemanha tinha uma democracia parlamentar no Ocidente, chamada de República Federal da Alemanha (RFA - nativamente BRD, comumente "Alemanha Ocidental") e um estado comunista no Oriente, chamado de República Democrática Alemã (RDA - nativamente DDR comumente "Alemanha Oriental"). Oportunidades de reunificação dessas duas metades pareciam improváveis do ponto de vista ocidental. Nesse ponto da história, a Alemanha ainda não havia assinado um tratado de paz para a Segunda Guerra Mundial por causa da animosidade entre as três potências ocidentais e a União Soviética. Não assinaria um até o Acordo Dois Mais Quatro em 1990.
O Comando Supremo das Potências Aliadas (SCAP) ficou preocupado que uma economia japonesa fraca aumentasse a influência do movimento comunista doméstico, e com uma vitória comunista na guerra civil da China cada vez mais provável, o futuro capitalista do Leste Asiático parecia estar em jogo. Em casa, Truman assinou o Documento 68 do Conselho de Segurança Nacional (NSC-68)  em abril de 1950, delineando as justificativas dos EUA para um rápido e massivo aumento militar dos EUA, incluindo a busca por um aumento significativo de seus recursos nucleares militares.
No exterior, as políticas de ocupação para enfrentar o enfraquecimento da economia variaram de reformas tributárias a medidas destinadas a controlar a inflação. No entanto, o problema mais sério era a escassez de matéria-prima necessária para alimentar as indústrias e mercados japoneses de produtos acabados. Uma guerra com a Coréia fornece ao SCAP apenas a oportunidade de que precisava para resolver este problema, levando alguns oficiais da ocupação a sugerir que, “a Guerra da Coreia nos salva”.
No início de 1950, os Estados Unidos iniciaram negociações para um tratado de paz com o Japão e estendeu seus compromissos de segurança a duas nações do Nordeste da Ásia - a República da Coréia e o Japão. O SCAP considerou o futuro político e econômico do Japão firmemente estabelecido e começou a assegurar um tratado de paz formal para encerrar a guerra e a ocupação. A percepção dos EUA sobre as ameaças internacionais mudou tão profundamente nos anos entre 1945 e 1950 que a ideia de um Japão armado e militante não alarmava mais as autoridades americanas; em vez disso, a ameaça real parecia ser o avanço do comunismo, especialmente na Ásia. O acordo final permitiu aos Estados Unidos manter suas bases em Okinawa e em outras partes do Japão, e o governo dos EUA prometeu ao Japão um pacto de segurança bilateral.
Os esforços dos EUA para a invasão aceleraram as tentativas do Departamento de Estado de restaurar o Japão a uma posição internacional respeitada e fazer desse país um próspero aliado dos Estados Unidos. Negociado principalmente por John Foster Dulles em 1950 e 1951, o Tratado de São Francisco pôs fim ao estado de guerra entre o Japão e todos concluíram a ocupação americana, isentando os japoneses de reparações pela guerra. A maioria das nações aliadas da União Soviética recusou-se a assinar. O Departamento de Estado sob o Secretário Dean Acheson firmou uma série de acordos para construir uma presença americana permanente na região e apoiar essas duas nações contra a China e a União Soviética e atacar Coreia do Norte, criando alianças que duraram até hoje. Isso pode ter influenciado a decisão de Stalin de apoiar a Coreia do Norte; entretanto, essa alegada influência não foi comprovada. A Guerra da Coréia (1950–1953)  formou uma fenda mais profunda na Guerra Fria.
Nas discussões sobre a reunificação, a Alemanha Oriental enfatizou a importância de um tratado de paz, enquanto a Alemanha Ocidental se concentrou na importância de eleições livres para toda a Alemanha. O chanceler Adenauer não acreditava que a reunificação fosse possível. Ele e sua administração seguiram um curso que aliou a RFA ao Bloco Ocidental, principalmente em relação à política militar. Especificamente, Adenauer achava que a RFA deveria manter um exército, que poderia ser integrado a uma força militar maior da Europa Ocidental. 
Em 15 de setembro de 1951, o governo da Alemanha Oriental ofereceu-se para discutir a realização de eleições em uma reunião com a Alemanha Ocidental. No entanto, o governo da Alemanha Ocidental recusou-se a negociar com o SED porque isso significaria o reconhecimento real da Alemanha Oriental como um país igual.  Um Tratado da Comunidade Europeia de Defesa foi assinado em maio de 1952, após a rejeição da nota de Stalin. O projeto EDC - e com ele o Exército Europeu - entrou em colapso quando o parlamento francês não conseguiu ratificar o tratado em 30 de agosto de 1954. Em 1951, várias leis foram aprovadas encerrando a desnazificação. Como resultado, muitas pessoas com um passado nazista acabaram novamente no aparato político da Alemanha Ocidental. O presidente da Alemanha Ocidental, Walter Scheel, e o chanceler, Kurt Georg Kiesinger, eram ex-membros do Partido Nazista. Em 1957, 77% dos altos funcionários do Ministério da Justiça da Alemanha Ocidental eram ex-membros do Partido Nazista. O secretário de Estado de Konrad Adenauer, Hans Globke, havia desempenhado um papel importante na elaboração das antissemitas leis de Nuremberg na Alemanha nazista.

## Primeira Nota
Em uma conferência em Paris, o SED enfatizou a importância de os dois estados alemães discutirem um potencial tratado de paz. A liderança soviética também encorajou a discussão de um tratado de paz com as potências ocidentais. O governo soviético continuou nessa trajetória porque temia o impulso ocidental para a integração das forças armadas da Alemanha Ocidental em uma coalizão ocidental contra URSS.  O governo da RDA apelou aos quatro poderes para permitir as negociações do tratado de paz para a Alemanha. Depois de cerca de dois meses, em agosto de 1951, Stalin pôde apresentar o primeiro esboço do plano de um tratado de paz. Depois de trabalhar em várias correções e mudanças conceituais básicas, a versão final ficou pronta sete meses depois.
Em 10 de março de 1952, Andrei Gromyko deu uma nota diplomática sobre a solução do "problema alemão" aos representantes dos três ocupantes ocidentais (Estados Unidos, Grã-Bretanha e França) e convocou uma conferência de quatro potências. A nota incluiu os seguintes pontos:
- Um tratado de paz com todos os participantes da guerra com a Alemanha deve ser negociado com um único governo alemão unido. Os Aliados devem concordar com a formação deste governo.
- A Alemanha seria restabelecida como um estado unido dentro dos limites estabelecidos pelas disposições da Conferência de Potsdam.
- Todas as forças de ocupação deveriam ser retiradas dentro de um ano após a data em que o tratado entrou em vigor.
- A Alemanha teria direitos democráticos, como liberdade de reunião, liberdade de imprensa e liberdade de um sistema multipartidário (sem eleições livres - colegio eleitoral), inclusive para ex-membros do partido nazista nas forças armadas alemãs, com exceção de aqueles que estão sob processo criminal.
- A Alemanha deveria se tornar oficialmente neutra e não entrar em nenhum tipo de coalizão ou aliança militar dirigida contra qualquer um dos países cujas forças militares haviam participado da guerra contra ela.
- A Alemanha teria acesso aos mercados mundiais e não haveria restrições a esses mercados.
- A Alemanha foi autorizada a ter forças armadas nacionais para sua própria defesa e a fabricar munições para essas forças.

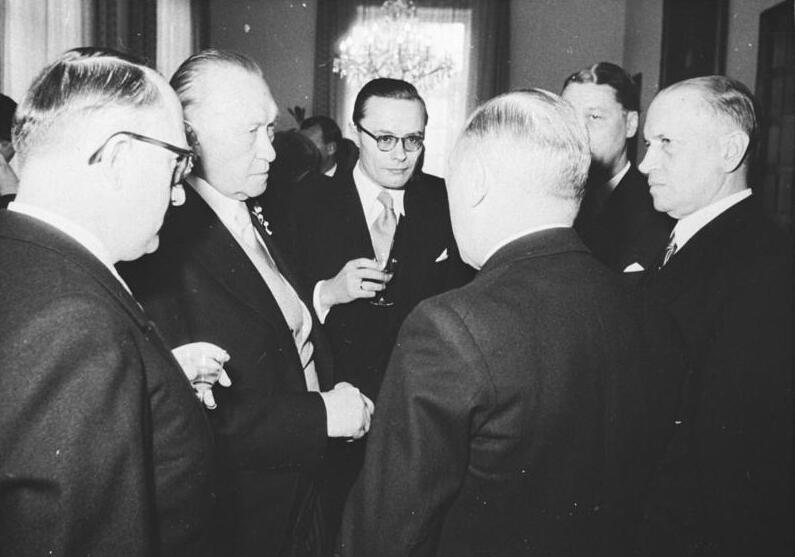
Walter Hallstein, Konrad Adenauer, Wirmer, Bergengruen (de frente) Wolfgang Holtz e Adolf Heusinger (de costas)

### Reação da Alemanha Ocidental
As prioridades do RFA eram diferentes das da RDA. A principal prioridade do chanceler Adenauer era a integração da RFA no Ocidente e ele via a reunificação como um objetivo bastante abstrato. Especificamente, sua administração queria se concentrar no restabelecimento da Alemanha em uma Europa capitalista, e sentiu que a reunificação não era possível até que a Alemanha Ocidental estivesse firmemente estabelecida no bloco ocidental. Ele chegou a acreditar que uma reunificação só poderia acontecer ao mesmo tempo que uma mudança radical na Europa Oriental. Se a integração da Alemanha Ocidental na Aliança Ocidental não pudesse ser administrada, a Alemanha Ocidental seria inevitavelmente puxada para dentro com a União Soviética em uma sociedade socialista. Ele sentia que uma Alemanha capitalista sozinha não seria capaz de pagar por um exército que poderia prover a segurança de uma Alemanha neutra. Assim, Adenauer presumiu que dois estados alemães coexistiriam por um período de tempo indeterminado e ele seguiu esse objetivo em segundo plano. Por essas razões, Adenauer viu a nota de março como um aborrecimento e queria continuar os procedimentos com as potências ocidentais como se nunca tivesse havido uma nota de unificação.
A opinião de Adenauer de que a oferta de Stalin não era séria foi amplamente compartilhada. Mas havia outras opiniões sobre como reagir à oferta. O Ministro dos Assuntos Intra-Alemão, Jakob Kaiser, tinha uma "teoria da ponte", que sugeria que a Alemanha poderia ser o mediador entre o Oriente e o Ocidente. Embora concordasse com Adenauer sobre a importância de eleições livres e a recusa das fronteiras de Potsdam, ele levou a oferta soviética muito a sério. Em um discurso de rádio em 12 de março de 1952, Kaiser afirmou que a nota tinha um significado político importante, mas ainda achava importante abordá-la com cautela. Ele pediu que as sugestões da União Soviética fossem cuidadosamente exploradas para que nenhuma oportunidade de reunificação fosse perdida.
Da mesma forma, outros ministros e também membros do Partido Democrático Livre (FDP) sentiram que deveriam pelo menos testar seriamente a proposta de Stalin para que o público mundial não tivesse a impressão de que a reunificação fracassou por causa da Alemanha Ocidental. Além disso, isso provaria rapidamente se Stalin realmente pretendia manter sua oferta e, se não o fizesse, sua fraude seria desmascarada.
No entanto, Adenauer sentiu que um "teste" teria as seguintes desvantagens significativas:
- Uma conferência poderia ser elaborada pela União Soviética, enquanto o relacionamento com o Ocidente seria adiado no início. Se o Ocidente finalmente deixasse a conferência enervada, Stalin poderia justificadamente culpar o Ocidente pelo fracasso das negociações.

- Por causa da Segunda Guerra Mundial (e de outras histórias da Alemanha, como o Tratado de Rapallo), era essencial que a RFA parecesse um parceiro confiável para o Ocidente. Concordar com a oferta destruiria essa impressão.
- A RDA também participaria da conferência sugerida por Stalin, além da RFA. A RDA seria reconhecida pelo lado ocidental por esse fato, e Stalin já teria alcançado um de seus objetivos, sem ter desistido de nada.
- Mesmo que a oferta de Stalin fosse levada a sério, de acordo com o historiador Andreas Hillgruber, Adenauer estava preocupado com uma Alemanha neutra. Ele acreditava que "os alemães" não agiriam com responsabilidade em uma situação tão difícil entre o Oriente e o Ocidente. Adenauer também compartilhou isso com as potências ocidentais. Por isso, Adenauer também era contra a neutralidade porque a Alemanha não podia defender sozinha o seu modelo capitalista contra a União Soviética.

No geral, Adenauer, seus ministros, o opositor Partido Social-Democrata da Alemanha (SPD) e a população em geral estavam de acordo: a proposta de Stalin não era sincera e a exigência de eleições representativas livres tinha de ser mantida. No entanto, ainda havia alguma preocupação de que a RFA não pudesse fazer nada contra a divisão da Alemanha.

### Reação da Alemanha Oriental

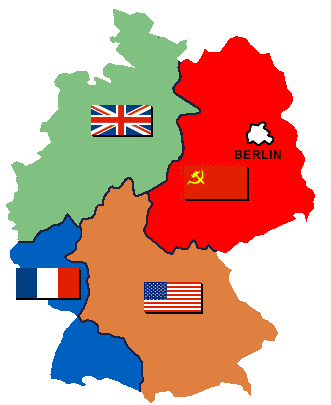
As quatro zonas de ocupação na Alemanha pós-guerra

Na RDA, a nota foi recebida oficialmente com entusiasmo. O órgão partidário do SED, Neues Deutschland ("Nova Alemanha"), deu grande importância que “o Governo Soviético dê às forças patrióticas do povo alemão a possibilidade de iniciar uma ampla ofensiva contra os inimigos da reunificação pacífica da Alemanha”. Isso foi em grande parte resultado da forte influência soviética na Alemanha Oriental, cuja liderança era aliada de Moscou e de seus objetivos políticos e direções ideológicas. O primeiro-ministro da RDA, Otto Grotewohl, indicou como o projeto de tratado foi interpretado pela RDA em uma declaração do governo em 14 de março. Nela, ele descreveu a RDA como um estado democrático e livre e a RFA como antidemocrática e fascista. Grupos anti-paz e anti-democráticos, entretanto, não poderiam ser permitidos em uma Alemanha unida. Além disso, uma Alemanha unida teria que se orientar com o plano de cinco anos da RDA. Walter Ulbricht, secretário-geral do comitê central do SED, falou de forma inequívoca sobre a interpretação da nota. Deve ser entendido como uma ação contra o "tratado geral de guerra" (significando o tratado da Alemanha), por meio do qual a Alemanha se tornaria dependente do Ocidente. No entanto, a Alemanha só poderia se desenvolver livre e pacificamente em um comunista, o chamado "bloco de paz mundial". No final, os objetivos da RDA para a reunificação alemã pressionavam uma ampla reforma comunista em uma Alemanha unificada, que poderia ser vista por pelo menos alguns na RFA e no Ocidente como um estratagema de Moscou para transformar toda a Alemanha num outro satélite do comunismo.

### Resposta do Ocidente
As potências ocidentais não ficaram completamente surpresas com a proposta oferecida pela nota de março, porque Stalin ainda não havia tentado interferir na integração ocidental da RFA. No entanto, as potências ocidentais não queriam iniciar negociações com a União Soviética até que a Alemanha Ocidental estivesse firmemente dominada pelo Ocidente. Portanto, a resposta das potências ocidentais tentou atrasar o início das negociações para o Tratado de Paz.  Depois que os Chanceleres da Ocupação Ocidental terminaram sua resposta, pediram a Adenauer sua opinião sobre o assunto, caso ele tivesse alguma pequena mudança que desejasse fazer. Ele rejeitou a nota de Stalin, mas pediu que não fosse inteiramente rejeitada na nota de resposta. Ele não queria dar a impressão de que o Ocidente o havia recusado bruscamente para proteger a imagem do lado capitalista. 
O Governo dos Estados Unidos acreditava que a proposta do Governo Soviético para a formação das forças nacionais terrestres, aéreas e marítimas alemãs era inconsistente com a conquista da liberdade da Alemanha e de entrar em associação com outros países.
Em 25 de março de 1952, a primeira nota dos governos da Grã-Bretanha, França e Estados Unidos foi enviada a Moscou que incluia os seguintes pontos:
- Para iniciar as negociações sobre o Tratado de Paz, as Nações Unidas devem verificar se toda a Alemanha teve eleições livres, então eleições livres serão realizadas e, somente depois disso, um governo para toda a Alemanha será formado.
- As fronteiras de Potsdam (linha Oder-Neisse) foram rejeitadas, uma vez que essas fronteiras só estariam em vigor até que um tratado de paz fosse concluído.
- A Alemanha teria o direito de entrar em quaisquer alianças no contexto da Carta das Nações Unidas.
- Haveria total acordo das potências ocidentais para que a Alemanha fosse integrada em uma aliança militar europeia defensiva contra URSS, que era entendida como uma referência clara ao EDC. Um exército alemão independente seria um retrocesso em uma Europa controlada por rivalidades militaristas e agressivas.

## Segunda Nota de Stalin

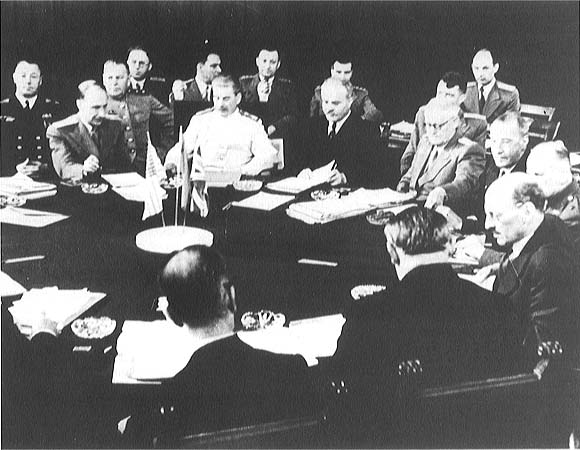
Joseph Stalin (centro direito, em uniforme branco) ouve as discussões na Conferência de Potsdam em 1945 após a rendição alemã. A conferência deveria determinar a divisão de quatro potências da Alemanha e o futuro da Europa Oriental.

Na segunda Nota de Stalin, enviada em 9 de abril de 1952, a União Soviética manteve sua posição de que deviam começar as negociações para as bases de um tratado de paz e para a criação de um governo alemão unificado.  Stalin aceitou que eleições livres poderiam ser a base para um governo alemão unificado, mas insistiu que as quatro potências ocupantes supervisionassem as eleições. Por outro lado, Stalin manteve-se firme na ideia de que uma Alemanha reunificada deveria ter as fronteiras delineadas pela Conferência de Potsdam e que, de maneira ainda mais geral, uma Alemanha armada não poderia estar em uma aliança dirigida agressivamente contra outros Estados.
Na segunda nota ocidental de 13 de maio de 1952, foi novamente enfatizado que um governo totalmente alemão eleito livremente deve participar das negociações do tratado. Além disso, o Ocidente aceitou que uma comissão das potências ocupantes pudesse supervisionar as eleições, mas insistiu que a comissão não fosse composta por funcionários do governo, mas sim por participantes imparciais. A questão da disputa permaneceu: eleições livres primeiro (Ocidente) ou negociações do tratado de paz primeiro (União Soviética).

## Terceira Nota de Stalin
Um dia antes da assinatura oficial da Comunidade Européia de Defesa, a União Soviética enviou uma terceira nota, em 24 de maio de 1952. Nessa nota, Stalin criticava a criação do EDC (que de acordo com o Tratado da Alemanha, deveria vigorar uniformemente após a reunificação) e também para incluir a Alemanha Ocidental no agressivo bloco do Atlântico Norte, pelas potências ocidentais para atrasar as negociações de um tratado de paz.
Em 10 de julho de 1952, as potências ocidentais criticaram a centralização, coletivização e mudanças no sistema judiciário alemão-oriental que a SED havia passado. A nota afirmava que a conferência não deveria negociar um tratado de paz ainda, mas sim decidir em uma comissão para supervisionar as eleições primeiro. Ainda havia também opiniões diferentes sobre se Potsdam poderia ser a base para negociação, o que contradizia todos os desenvolvimentos desde 1945.

## Quarta Nota de Stalin
Em 23 de agosto de 1952, a União Soviética enviou a última nota. Esta nota repetiu suas principais posições e acusações. Além disso, a União Soviética recusou uma comissão eleitoral internacional para controlar as eleições alemãs, embora as potências ocidentais tivessem concordado em permitir que as potências ocupantes supervisionassem as eleições. Em vez disso, ambos os estados alemães deveriam ser independentes e responsáveis pela criação de uma comissão com representação igual. No entanto, isso já havia sido recusado pelos capitalistas em 1951.
O Ocidente respondeu em 23 de setembro de 1952, com a repetição de seus pontos de vista anteriores e a renovação de sua sugestão de formar uma comissão apartidária das quatro potências.